# Caspar Schmalkalden

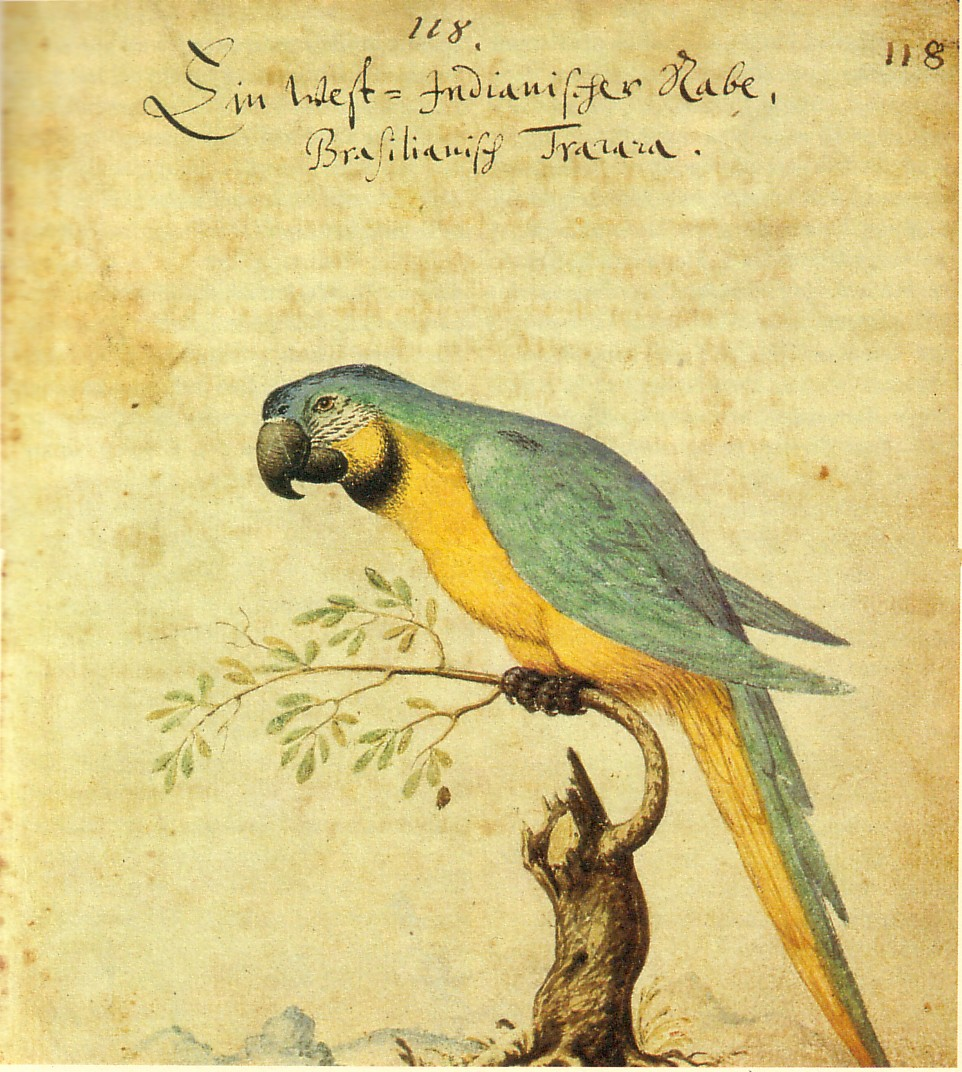
Arara pintada por Caspar Schmalkalden quando de sua estada no Brasil (séc. XVII)

Caspar Schmalkalden (1616, Friedrichroda, Turíngia — 1673, Gotha) foi um artista alemão que, como militar, viajou até à América do Sul e Índias Ocidentais ao serviço dos neerlandeses no século XVII. O artista chegou ao Brasil em 1642 e residiu em Recife por três anos em virtude de sua função militar na Companhia das Índias Ocidentais. Após seu regresso à Europa em 1652, Schmalkalden escreveu um abrangente relatório de quase 500 páginas com anotações geográficas e etnológicas de suas viagens, assim como observações e descrições da flora e da fauna dos países visitados.
Os relatos de Schmalkalden se juntam a uma série de escritos semelhantes feitos por viajantes do século XVII, e, embora eles não possam oferecer novas perspectivas a partir do que já se sabe das narrativas europeias da época, sua obra fornece um valioso complemento às fontes históricas contemporâneas. Apesar do extenso relatório, a razão exata de suas viagens é desconhecida, para além de suas funções militares.